# Oskar Johansson
Oskar Johansson (Toronto, 23 de junio de 1977) es un deportista canadiense que compitió en vela en la clase Tornado.
Ganó una medalla de plata en el Campeonato Mundial de Tornado de 2008. Participó en dos Juegos Olímpicos de Verano, en los años 2004 y 2008, ocupando el cuarto lugar en Pekín 2008, en la clase Tornado.

## Palmarés internacional
| \| Campeonato Mundial \| Campeonato Mundial \| Campeonato Mundial \| Campeonato Mundial \| \| Año \| Lugar \| Medalla \| Clase \| \| ------------------ \| ------------------------ \| ------------------ \| ------------------ \| \| 2008 \| Auckland (Nueva Zelanda) \| Medalla de plata \| Tornado \| |                          |                  |         |
| Campeonato Mundial |                          |                  |         |
| Año | Lugar                    | Medalla          | Clase   |
| 2008 | Auckland (Nueva Zelanda) | Medalla de plata | Tornado |